# Odontolakis armata
Odontolakis armata är en insektsart som beskrevs av Ludwig Redtenbacher 1891. Odontolakis armata ingår i släktet Odontolakis och familjen vårtbitare. Inga underarter finns listade i Catalogue of Life.